# Macronectes
Macronectes – rodzaj ptaków z rodziny burzykowatych (Procellariidae).

## Zasięg występowania
Rodzaj obejmuje gatunki występujące na Oceanie Południowym, Antarktydzie oraz w południowych częściach oceanów: Atlantyckiego, Spokojnego i Indyjskiego.

## Morfologia
Długość ciała 80–100 cm, rozpiętość skrzydeł 150–210 cm; masa ciała samic 3050–4500 g, samców 4150–5800 g.

## Systematyka

### Etymologia
- Ossifraga: epitet gatunkowy Procellaria ossifraga J.R. Forster, 1844[a]; łac. ossifraga „łamacz kości”, nazwa stosowana dla wielu dużych, kradnących pożywienie ptaków, od os, ossis „kość”; frango „łamać”[6]. Młodszy homonim Ossifraga N. Wood, 1835 (Accipitridae).
- Macronectes: gr. μακρóς makros „długi, daleki”; νηκτής nēktēs „pływak”, od νήχω nēchō „pływać”[7]. Nowa nazwa dla Ossifraga Hombron & Jacquinot, 1844.

### Podział systematyczny
Do rodzaju należą następujące gatunki:
- Macronectes halli Mathews, 1912 – petrelec wielki
- Macronectes giganteus (J.F. Gmelin, 1789) – petrelec olbrzymi

Opisano również gatunek wymarły z pliocenu (około 3,36–3,06 mln lat temu) z obszaru Wyspy Północnej należącej do Nowej Zelandii:
- Macronectes tinae Tennyson & Salvador, 2023